# Маклафлин, Джейк
Джейкоб Адам (Джейк) Маклафлин (англ. Jacob Adam «Jake» McLaughlin, род. 7 октября 1982) — американский актёр. Наиболее известен по роли Гордона Боннера в фильме «В долине Эла», а также по роли Уильяма Тейта в телесериале «Верь».

## Биография
Маклафлин родился в Калифорнии, в семье Джона П. Маклафлина и Ребекки Кей де Виктории. Он обучался в Католической школе Нотр-Дам и средней школе Чико.
В 2002 году присоединился к армии США, где служил в 3-й пехотной дивизии. Он служил в Ираке в течение четырёх лет, но был тяжело ранен и покинул армию с медалью. За время службы он получил такие награды как Значок боевого пехотинца, медаль «За участие в глобальной войне с терроризмом», медаль «За службу в экспедиционных войсках глобальной войны с терроризмом» и др. После ухода он работал уборщиком в Орегоне, а затем охранником в Universal Studios. В 2007 году он получил небольшую роль в фильме «В долине Эла». С тех пор он продолжил карьеру, появляясь на телевидении и в фильмах с эпизодическими ролями.
Маклафлин снялся в недолго просуществовавших сериалах «Столкновение» (Starz, 2009) и «Верь» (NBC, 2014). В разные годы он появился в «C.S.I.: Место преступления», «Мыслить как преступник» и «Анатомия страсти». С 2015 по 2018 год снимался в телесериале «Куантико» в роли Райана Бута.
С 2004 года женат на Стефани Маклафлин. У пары четверо детей.

## Фильмография

### Фильмы
| Год  | Название на русском            | Название на английском        | Роль          | Примечания          |
| ---- | ------------------------------ | ----------------------------- | ------------- | ------------------- |
| 2007 | В долине Эла                   | In the Valley of Elah         | Гордон Боннер |                     |
| 2008 | День, когда Земля остановилась | The Day the Earth Stood Still | Солдат        |                     |
| 2009 | В погоне за мечтой             | Chasing a Dream               | Джон Ван Хорн | Телевизионный фильм |
| 2011 | Супер 8                        | Super 8                       | Меррит        | Не указан в титрах  |
| 2011 | Воин                           | Warrior                       | Марк Брэдфорд |                     |
| 2012 | Код доступа «Кейптаун»         | Safe House                    | Миллер        |                     |
| 2012 | Особо опасны                   | Savages                       | Доктор        |                     |
| 2014 | Боль                           | Pain                          | Инквизитор    |                     |
| 2015 | Чёрный пёс, рыжий пёс          | Black Dog, Red Dog            | Пол           |                     |
| 2015 | Вечность                       | Forever                       | Том           |                     |
| 2015 | В другой раз                   | Another Time                  | Адам          |                     |

### Телевидение
| Год       | Название на русском               | Название на английском         | Роль                     | Примечания                                      |
| --------- | --------------------------------- | ------------------------------ | ------------------------ | ----------------------------------------------- |
| 2007      | Отряд «Антитеррор»                | The Unit                       | Охранник                 | Эпизод: «Pandemonium: Part 1»                   |
| 2007      | C.S.I.: Место преступления        | CSI: Crime Scene Investigation | Мэтт Бартли              | Эпизод: «A La Cart»                             |
| 2008      | C.S.I.: Место преступления Майами | CSI: Miami                     | Сэм Лафлин               | Эпизод: «Won’t Get Fueled Again»                |
| 2008      | Воздействие                       | Leverage                       | Капрал Роберт Перри      | Эпизод: «The Homecoming Job»                    |
| 2008      | Мыслить как преступник            | Criminal Minds                 | Том Кайзер               | Эпизод: «Brothers in Arms»                      |
| 2009      | Герои                             | Heroes                         | Слайго                   | Эпизод: «Chapter Eight 'Into Asylum'»           |
| 2009      | Детектив Раш                      | Cold Case                      | Джеймс Эддисон           | Эпизоды: «The Long Blue Line» и «Into the Blue» |
| 2009      | Филантроп                         | The Philanthropist             | Майкл Уитмер             | Эпизод: «San Diego»                             |
| 2009      | Столкновение                      | Crash                          | Бо Олинвелл              | Регулярная роль, 13 эпизодов                    |
| 2010      | Морская полиция: Лос-Анджелес     | NCIS: Los Angeles              | Кит Раш                  | Эпизод: «Full Throttle»                         |
| 2010      | Анатомия страсти                  | Grey’s Anatomy                 | Аарон Карев              | Эпизод: «Sympathy for the Parents»              |
| 2011      | Вся правда                        | The Whole Truth                | Кит Джонсон              | Эпизод: «The End»                               |
| 2011      | Менталист                         | The Mentalist                  | Роуди Мерримен           | Эпизод: «Bloodsport»                            |
| 2011      | В простом виде                    | In Plain Sight                 | Джон Ширс                | Эпизод: «Provo-Cation»                          |
| 2012      |                                   | The Frontier                   | Купер Хейл               | Пилот                                           |
| 2014      | Верь                              | Believe                        | Уильям Тейт              | Регулярная роль, 13 эпизодов                    |
| 2014      | Скорпион                          | Scorpion                       | Лейтенант Джеймс Корбетт | Эпизод: «Talismans»                             |
| 2015—2018 | Куантико                          | Quantico                       | Райан Бут                | Регулярная роль                                 |
| 2022      | Чёрная птица                      | Black Bird                     | Гэри Холл                | мини-сериал, 2 эпизода                          |
| 2023—н.в. | Уилл Трент                        | Will Trent                     | детектив Майкл Ормвуд    | Регулярная роль                                 |